# Melische Prunkamphoren

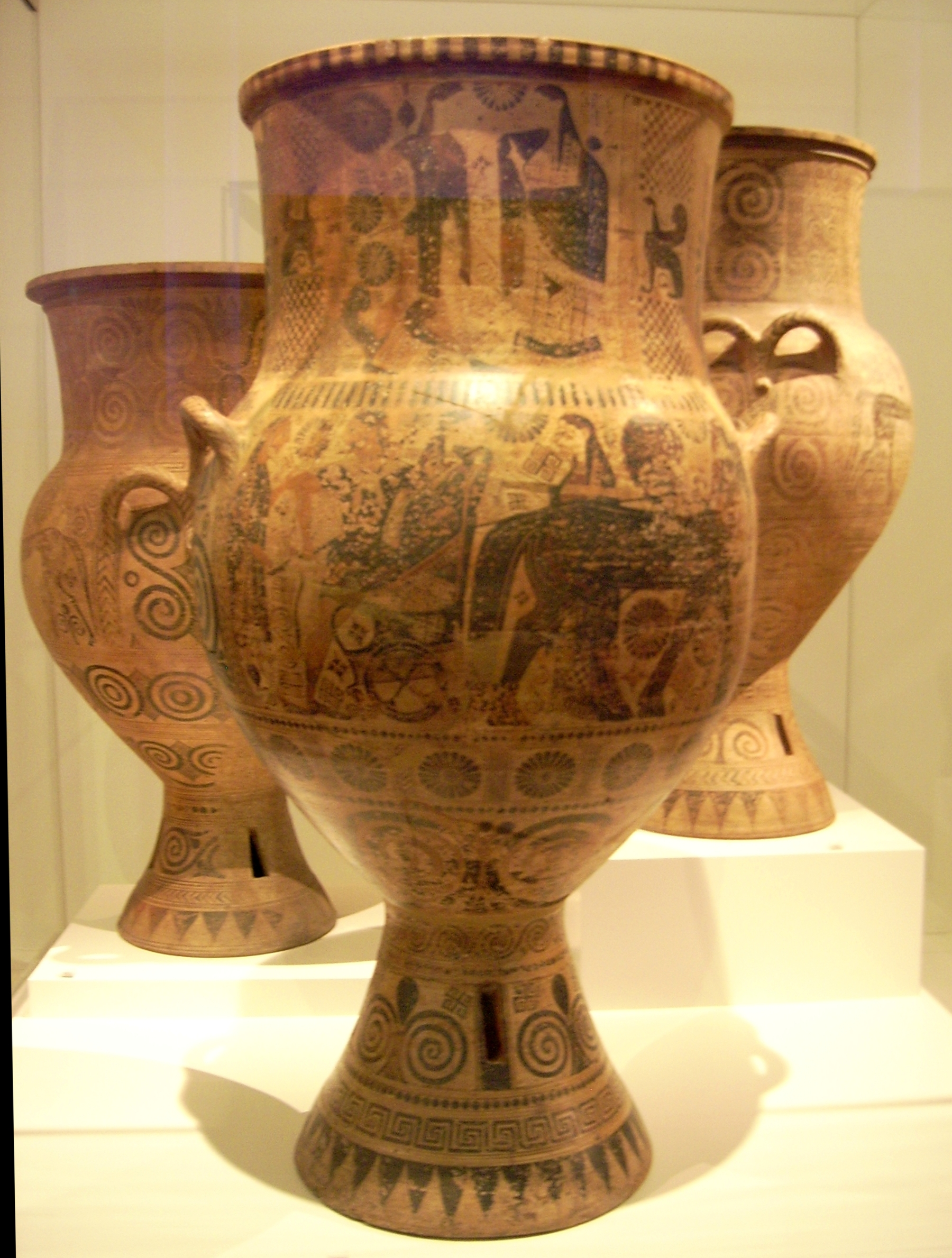
Mitte: Herakles-Amphore, links: Pferde-Amphore, rechtes: Reiter-Amphore in der aktuellen Aufstellung in Athen.

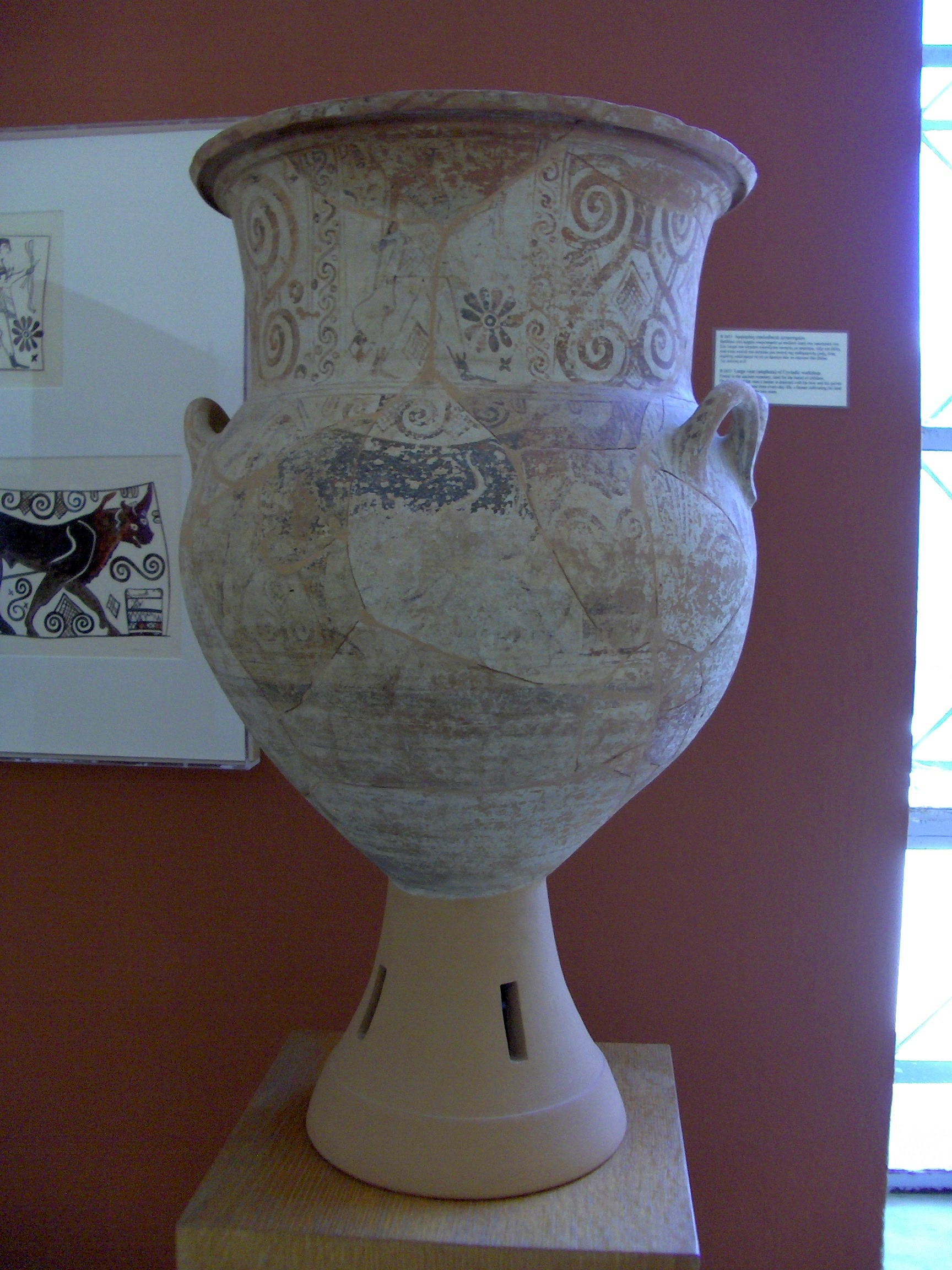
Amphore mit Darstellung einer Pflugszene im Museum von Paros.

Als Melische Prunkamphoren, Melische Amphoren oder in Bezug auf ihre Schöpfer Melische Gruppe wird eine Gattung großer Bauchhenkelamphoren bezeichnet, die in archaischer Zeit auf den Kykladen produziert wurden. Aufgrund ihrer Form und farbigen Bemalung im orientalisierenden Stil gehören sie zu den bekanntesten griechischen Vasen. Bisher sind elf Exemplare bekannt.
Die Amphoren werden ins 7. und frühe 6. Jahrhundert v. Chr. datiert, die letzten wurden wohl in den 580er Jahren gefertigt. Ihr Name ist irreführend, der Zusatz „melisch“ wird deshalb heute oft in Anführungszeichen gesetzt. Nachdem Alexander Conze 1862 die drei ersten Gefäße der Form auf der Kykladeninsel Melos fand, benannte er sie nach dem Fundort als „Melische Thongefäße“. Der Name hat sich erhalten, obwohl die Verortung der Produktion in Melos mittlerweile vielfach bestritten wird. Eine Mehrheit der Forscher, etwa Ingeborg Scheibler, vermutet die Produktion auf Paros, andere auf Naxos, wieder andere wie Thomas Mannack halten beide Varianten für möglich. Dimitrios Papastamos und lange Zeit John Boardman, der mittlerweile auch eine parische Herkunft nicht ausschließt, vertraten weiter die Auffassung einer melischen Herkunft. Der langjährige Ausgräber auf Paros, Otto Rubensohn, bestritt, dass es auf der Insel überhaupt brauchbare Tonvorkommen gibt. Viele Forscher glauben, dass eine Entscheidung nach den aktuellen Erkenntnissen mit archäologischen Methoden nicht zu treffen ist. Tonanalysen weisen jedoch auf einer Entstehung auf Paros hin.
Bis heute sind nur vergleichsweise wenige dieser Vasen bekannt, insgesamt elf Stück, die vollständig (9 Exemplare) oder fragmentarisch (2 Exemplare) erhalten sind. Trotz der wenigen erhaltenen Exemplare ist die Verbreitung größer als bei allen anderen kykladischen Vasen. Der Export ging über die Kykladen hinaus bis zur parischen Kolonie Thasos, wo auch Imitate der Vasenform geschaffen wurden, und bis nach Nordafrika. Ein Teil der Scherben von Vasen wurde auf Delos gefunden, die Amphoren waren demnach wohl schon vor der Reinigung der Insel von 426 v. Chr. zerstört worden.
Die bis zu 107 Zentimeter hohen Amphoren gibt es in zwei Formen, einer älteren etwas ausladenderen und einer jüngeren etwas schlankeren Form. Deutlich ist der Aufbau aus drei Hauptteilen erkennbar: der Gefäßkörper, der breite Hals, der anders als bei den kanonischen Formen der Amphoren fast so breit ist wie der Körper, und der hohe konische Fuß. Der Fuß ist in regelmäßigen Abständen mit Brennspalten versehen. Sie stehen damit in der Tradition älterer kykladischer Gefäße, der frühkykladischen Kegelhalsgefäße (Kandíles) und der geometrisch-theräischen Amphoren des linearen Inselstils. Anders als diese frühen Formen wirken die Prunkamphoren organischer im Aufbau. Die seitlichen Bauchhenkel sind als horizontale Doppelhenkel angesetzt. Sie können auch durch die Bemalung als optischer Zusatzeffekt wirken. Zum einen können sie den Eindruck von Ziegenhörnern vermitteln, so dass die Amphoren wie Ziegenköpfe mit weit ausladenden Hörnern wirken. In einer zweiten Variante sind unter die Henkel Augen gemalt, somit wirken die Henkel wie Augenbrauen.
Alle Amphoren haben auf dem Körper ein zentrales Bild. Häufig sind auch die Hälse figürlich verziert, seltener die Füße. Bis auf wenige Ausnahmen ist der Hals ganz oder zum Teil mit Metopen versehen, die den Hals in ganzer Höhe einnehmen. Die Hauptdarstellung nimmt in etwa die obere Hälfte des Körpers ein, darunter folgen üblicherweise zwei Bänder mit Spiral- oder Volutenmustern. Der Fuß ist zwischen den Brennspalten meist mit Doppelvoluten verziert, darüber und darunter werden sie von geometrischen Bändern eingefasst. Als Abschluss folgt ein Strahlenkranz. Die gezeigten Bilder sind gewöhnlich recht grazil und elegant, die Maler nutzen in größerer Menge Deckfarben. Späte Exemplare zeigen Figuren im schwarzfigurigen Stil, auf anderen Vasen wird der späte Tierfriesstil imitiert.
Die Amphoren wurden als repräsentative Vasen der Oberschicht im Grabkult eingesetzt und hatten dort die Funktion, die später von Statuen übernommen wurde: sie sollten die Gräber markieren. Daneben wurden sie wohl auch als Kultobjekte in Heiligtümern verwendet. Mit der wachsenden Bedeutung der Skulpturen kam auch die Produktion der Vasen zum Erliegen. Die Bilder zeigen Pferde (Pferde-Amphore), Reiter (Reiter-Amphore), Götter (Apollon und Artemis: Apollon-Amphora), Sagengestalten (Herakles im Streitwagen: Herakles-Amphore, Sphinx: Sphinx-Amphora) und auf einem Fragment in Berlin die Herrin der Tiere ("Gerhard’sches Fragment").

## Zusammenstellung der Melischen Amphoren
Rufname nach Dimitrios Papastamos
| Name                                     | Bild | Aufbewahrung                             |
| ---------------------------------------- | ---- | ---------------------------------------- |
| Herakles-Amphore                         |      | Athen, Nationalmuseum Inv. 354           |
| Apollon-Amphore                          |      | Athen, Nationalmuseum Inv. 911           |
| Reiter-Amphore                           |      | Athen, Nationalmuseum Inv. 912           |
| Pferde-Amphore                           |      | Athen, Nationalmuseum Inv. 913           |
| Sphinx-Amphore                           |      | Athen, Nationalmuseum Inv. 914           |
| Dionysos-Amphore                         |      | British School at Athens                 |
| Gerhardsches Bruchstück                  |      | Berlin, Antikensammlung Inv. F 301       |
| Conzesches Bruchstück                    |      | Bonn, Akademisches Kunstmuseum Inv. 2040 |
| Neapolis-Amphore                         |      | Kavala, Archaeological Museum            |
| Amphore mit Darstellung des Parisurteils |      | Paros, Museum Inv. B 2652                |
| Amphore mit Darstellung einer Pflugszene |      | Paros, Museum Inv. B 2653                |